# Dulce Nombre (Copán)
Dulce Nombre (de María) es un municipio en el departamento de Copán en la República de Honduras.

## Toponimia
Su nombre es en honor a Dulce Nombre de la Virgen María, figura de la iglesia católica.

## Límites
Dulce Nombre está situado en la parte occidental y su cabecera en el centro del municipio y en un terreno bastante quebrado y cruzado por dos riachuelos el Manzano y el Copante.
| Orientación | Límite                                  |
| ----------- | --------------------------------------- |
| Norte       | Municipio de Dolores, Copán             |
| Sur         | Municipio de Santa Rosa de Copán, Copán |
| Este        | Municipio de Dolores, Copán             |
| Oeste       | Municipio de Concepción, Copán          |

## Historia
Esta población tuvo su origen en la instalación de una familia venida de El Salvador, en el sitio denominado "Las Cáscaras", al sur del actual pueblo, después fue trasladado al lugar que hoy ocupa.
En 1887, en el censo de población aparece como aldea de Santa Rosa.
En 1907 se constituye en Municipio.

## Economía
La economía local se basa en las actividades de agricultura de granos básicos, hortalizas, legumbres, etc. y la ganadería de todo tipo. Un aspecto de mucho provecho es la siembra del árbol de café cuya producción es procesada y vendida a ingenios para su exportación, asimismo la fabricación artesana de puros realizados del cultivo de la planta de tabaco. Otro factor muy importante es la existencia de carpinterías, en las cuales se fabrican muebles, ataúdes y féretros de todo tipo.

## División Política
Aldeas: 7 (2013)
Caseríos: 16 (2013)
| Código | Aldea                                    |
| ------ | ---------------------------------------- |
| 040801 | Dulce Nombre (la cabecera del municipio) |
| 040802 | Agua Buena                               |
| 040803 | El Limón                                 |
| 040804 | El Prado de La Cruz                      |
| 040805 | El Zapote                                |
| 040806 | Las Caleras o El Horno                   |
| 040807 | San Jerónimo                             |

## Hijos destacados
| Nombre            | Mérito                                 |
| ----------------- | -------------------------------------- |
| Moisés Becerra    | Pintor de reconocimiento internacional |
| José Manuel Erazo | Pintor Autodidacta                     |
| Benigno Dubón     | Pintor                                 |
| Ronal Herrera     | Pintor                                 |